# Sora (Słowenia)
Sora – wieś w Słowenii, w gminie Medvode. W 2018 roku liczyła 483 mieszkańców.